# قائمة الطيور حسب ارتفاع الطيران

## الطيور حسب ارتفاع الطيران
| طائر                       | صورة | صنف                  | عائلة              | أقصى ارتفاع              | تفاصيل |
| -------------------------- | ---- | -------------------- | ------------------ | ------------------------ | --- |
| نسر أبقع                   |      | Gyps rueppellii      | بازية              | 11,300 متر (37,100 قدم). | تستخدم النسور بصرها الممتاز لمسح المناظر الطبيعية بالأسفل من موقع جوي ثابت نسبيًا. بدلاً من الطيران لمسافة أكبر، يستخدمون الارتفاع لتوسيع مجال رؤيتهم. إذا اكتشفوا وجبة في الأسفل، فإن التسلق له مردود فوري. |
| كركي شائع                  |      | Grus grus            | كركية              | 10,000 متر (33,000 قدم)  | تم تسجيل هذا الارتفاع فوق جبال هيمالايا. هذا الارتفاع الكبير يسمح لهم بتجنب النسور في الممرات الجبلية. |
| إوزة مخططة الرأس           |      | Anser indicus        | بطية               | 8,800 متر (29,000 قدم)   | كما أنها تحلق فوق قمم جبال الهيمالايا في طريق هجرتها. |
| تم صداح                    |      | Cygnus cygnus        | بطية               | 8,200 متر (27,000 قدم)   | تم الوصول إلى هذا الارتفاع من خلال قطيع من التم صداح (البجع). الذي كان يحلق فوق أيرلندا الشمالية، وسجله الرادار.                                                                                           |
| زمت الصرود                 |      | Pyrrhocorax graculus | غرابيات            | 8,000 متر (26,500 قدم)   | تم تسجيل هذا الارتفاع على جبل إفرست. |
| نسر أبو ذقن                |      | Gypaetus barbatus    | بازية              | 7,300 متر (24,000 قدم).  | |
| كندور الأنديز              |      | Vultur gryphus       | نسور العالم الجديد | 6,500 متر (21,300 قدم)   | |
| بط بري                     |      | Anas platyrhynchos   | بطية               | 6,400 متر (21,000 قدم)   | تم تسجيل هذا الارتفاع فوق ولاية نيفادا. |
| بقويقة سلطانية مخططة الذيل |      | Limosa lapponica     | دجاج الأرض         | 6,000 متر (20,000 قدم)   | يمكن أن تصل إلى هذا الارتفاع أثناء الهجرة. |
| لقلق أبيض                  |      | Ciconia ciconia      | لقلق               | 4,800 متر (16,000 قدم).  | يمكن أن تصل إلى هذا الارتفاع أثناء الهجرة. |